# روبرت ميخائيل دو جونيور
روبرت ميخائيل دو جونيور (بالإنجليزية: Robert Michael Dow Jr.)‏ هو محامي وقاضي أمريكي، ولد في 1965 في ماديسون في الولايات المتحدة.